# サルビアの海
『サルビアの海』（サルビアのうみ）は、荻野真による日本の漫画。沖釣り専門誌『つり丸』（マガジン・マガジン）において、2010年261号から2012年306号まで連載された。全46話で、その中から約半分のエピソードを抜き出した単行本が1巻発売されている。

## 概要
荻野が『ビジネスジャンプ』（集英社）にて連載した釣り漫画『おぼこ』を、当時取材で手助けをしたフリーライターが『つり丸』に紹介、『おぼこ』のリニューアル作品として始めたもの。しかし、全く違う作品になったとのこと。

## あらすじ
とある港の小さな船宿「さるびあ丸」、その釣り船「さるびあ丸」の船長ギンコと甥っ子で仲乗りをする鉄兵。船宿にやってくる様々なお客や港の人々などと共に織りなす笑いあり、人情ありの船宿ドラマ。

## 主要登場人物
鯛ノ浦 ギンコ（たいのうら ギンコ）
主人公。船宿「さるびあ丸」船長。28歳、独身。元「チーム鬼ヶ島」の頭（ヘッド）で通称「鬼カマスのギンコ」。釣り、料理はからっきし駄目だが、乗り物の運転は一流。一等航海士の免許を持つ。土屋アンナは彼女の神らしい。家出をしたときアワビに進められて商船学校に5年間通っていた。
蓮池 鉄兵（はすいけ てっぺい）
「さるびあ丸」の仲乗り。16歳、高校休学中。ギンコの甥で本来の「さるびあ丸」後継ぎ。普段はギンコのことを「おばさん」と呼んでいるが外では「お姉さん」か「ギンコ」と呼べと強要されている。釣りは得意らしい。1話で「小池撤平」似（小池徹平か？）の美少年、17話でサンコー好みだと言われ、サヤカの代役に『新世紀エヴァンゲリオン』の綾波レイ似のコスプレをした。最終的に「かめりあ丸」の船長となる。
鯛ノ浦 金平（たいのうら きんぺい）
ギンコの父親。「さるびあ丸」の前身「鯛金丸（たいきんまる）」船長。スズと孝太郎の結婚はよく思っていなかった。「11PPM」という深夜番組を見て遊漁船を始めようと決意。
鯛ノ浦 アワビ（たいのうら アワビ）
ギンコの母親。旧姓は白浜（しらはま）。海女の仕事をしていたが、金平と出会い、恋に落ちる。銀座に店を持つが鉄平の遊漁船「かめりあ丸」を買うのに売り払った。性格がギンコに似る。
鯛ノ浦 スズ（たいのうら スズ）
ギンコの姉。鉄兵の母。病弱だったらしく、鉄兵が13歳の時に死去。「さるびあ丸」の名はスズが好きだった歌「サルビアの花」から取ったらしい。
先生（せんせい）
「さるびあ丸」常連の一人。76歳、無職。誰もなぜ先生と呼ばれているか知らない。過去に上海在住経験があるらしい。
常連（じょうれん）
「さるびあ丸」には先生の他に3人常連がいる。一人は小太りの男、一人は麦わら帽子をかぶっており、もう一人は自称「名人」。自称名人には妻と娘がいる。麦わら帽子の男は26話で「ムギワラ」というハンドルネームを使っていた。
漁太（りょうた）
ギンコと同じ港に属する船宿「大漁丸」船長。元「チーム鬼ヶ島」の副頭で通称「虎ザメの漁太」。母親は大型免許を持ち、大型バスを運転できる。
本宮 男吉（もとみや だんきち）
船宿「第一漢船（だいいちおとこぶね）」船長。45歳、独身。「漢」が売りで、台詞でもそう言っているが、行動には疑問がある。ギンコに惚れているらしい。
防人 定（さきもり さだむ）
元海上自衛隊隊員。海上自衛隊では船の機関部に所属していたらしい。「サダム」と呼んでくれと自分から言っている。通販でパンストを買ったことを勝手にギンコに告白していた。

## その他の登場人物
レイ
タレントでマネージャーと共に大漁丸からさるびあ丸に乗ってきた。1話に登場。
ピー助（ピーすけ）
ピーナツ畑の息子で、暴走落花生の頭と自称。口ばかりらしい。2話に登場。
釣れてますかオヤジ（つれてますかオヤジ）
色んな船宿に「釣れてますか?」と聞いたあげく乗らない、もしくは乗っても…という中年釣り人。3話に登場。12話、16話にも登場。
涼宮 ハル男（すずみや ハルお）
自称、伝説のウェブデザイナー。萌えキャラ、ゆるキャラが好きらしい。4話に登場。20話で釣りブランド「DASIMA」のチーフデザイナー「ジャッキー・ポン」として登場。その時は自称「放浪のコスプレデザイナー」
石山 遼（いしやま りょう）
釣りライター石山の甥。釣りは上手く、律儀な少年。5話に登場。
深場様（ふかばさま）
巨大なタカアシガニ。オニカサゴの穴場に住んでいるらしい。のちにアカムツの話で実態は海のサラ金だと分かる。6、35、36話に登場。
初心者以前のおばさん（しょしんしゃいぜんのおばさん）
船宿を普通の宿と間違ってやってきた。7年前に死んだ夫が鯛金丸の常連だった。7話に登場。
角 伊賀男（すみ いかお）
無人の釣り船を狙う装備品泥棒。スミイカに顔が似ている。12話に登場。
シケ男（シケお）
何日も原因不明のシケが続き漁師も港も壊滅状態になるという海の貧乏神。『ウルトラQ』のペギラに似ている。16話に登場。
サヤカ
ジュニアの日本記録を数々持つ美少女釣り師。神奈川県小網代港「丸十丸」の小菅綾香がモデル。17、20話に登場。
サンコー
サヤカのメイク&スタイリスト。17、20話に登場。
大沢 一郎（おおさわ いちろう）
民進党元党首。鯛金丸で7キロの大ダイを釣ったことがある。21話に登場。
やぐっちゃん
OS大I学部I・R（インテリロボ）研究所が開発した独立思考型美少女アンドロイド。男吉の船でデータ取りのため乗船した。性能が良すぎたため、男吉の性格まで学習したが、熱暴走で壊れる。27話に登場。
玲子（れいこ）
どこかのお嬢さん。人生にやる気をなくしていたが、鯛を釣ることによりやる気を取り戻す。30話に登場。
助次郎（すけじろう）
五助丸（ごすけまる）の跡取り息子。船釣り大会などで優勝経験があるらしいが、性格に難。父親も快く思っていない。32話に登場。
久助（きゅうすけ）
良久丸（よしきゅうまる）元船長。男吉のタコ釣りの師匠。鉄平に嘘か真かのタコの話を聞かせる。34話に登場。
丸ちゃん（まるちゃん）
なんでもやりすぎてしまうキャラクター。ちょっと太めで人が良さそうな眼鏡をかけた年齢職業不詳の男。38話に登場。
岡本カッパ（おかもとカッパ）
河童美人画で有名な画家。房走水（ふさはしりみず）神社の河童画はアワビをモデルに描いていた。41話に登場。

## 実在の登場人物
益谷（ますたに）
静岡県沼津にある「さえ丸おじさん」店長。鰹の秘伝漁師料理を伝授する。9話に登場。
内木（ないき）
千葉県船橋にある「内木」船長。スミイカについて解説。12話に登場。
水野（みずの）
静岡県御前崎にある「もと丸」船長。ガリガリ釣りを解説。ドスコイ元倫（もとのり）として登場。15話に登場。
角田（すみた）
神奈川県三崎にある「角田丸」船長。月と鯛の話を解説。また、22話のウマヅラ「泳がせ野締め」も角田の話から。21話に登場。
後藤 ヒサシ（ごとう ヒサシ）
神奈川県平塚にある「庄三郎丸」船長。さるびあ丸に乗り、鉄兵にLT（ライトタックル）ウイリー釣りの極意を教える。25話に登場。ちなみに24話での漁太の船宿も庄三郎丸をモデルにしている。
宮地 至人（みやじ よしと）
神奈川県横浜にある「だてまき丸」船長。マゴチ釣りで釣れない常連の麦わら帽子の男にTwitterのようなもので「だてまき」というハンドルネームでマゴチ釣りの極意を教える。26話に登場。
田村（たむら）
千葉県飯岡港にある「隆正丸」船長。男吉の夢に出てきたヒラメが化けた姿として登場。夏ビラメの釣り方を教える。29話に登場。
大沢（おおさわ）
東京湾浦安にある「吉久」船長。フグのカットウ釣りをするためサダムの船に乗り込んだギンコ達が会うアントニオ猪木ばりの船長。33話に登場。
寺井和彦（てらいかずひこ）
茨城県波崎港「信栄丸」船長。元運送業、陸と海の運転王（ドライバーキング）と紹介される。35話に登場。
浮島聡史（うきしまさとし）
茨城県波崎港「信栄丸」船長。信栄丸二代目。波崎港でのアカムツの逸話を男吉に教える。35、36話に登場。
守屋淳一（もりやじゅんいち）
駿河湾焼津港「ともわ丸」船長。先生に電動チュインチュイン釣法を教える。37話に登場。
小林（こばやし）
「つり丸」編集長。ギンコがテコ入れのために編集長になる夢を見る。37話に登場。

## 書誌情報
- 荻野真『サルビアの海』マガジン・マガジン〈別冊つり丸シリーズ 〉、2012年。1巻

1. 2012年6月5日発行（2012年6月5日発売）、ISBN 978-4864446181